# Lionello Rossi
Lionello Rossi (Isola della Scala, 12 giugno 1890 – Padova, 13 aprile 1969) è stato un economista italiano.

Fu docente di Politica economica nell'Universita di Catania dal 1936, insegnò poi a Padova, dal 1942, Storia delle dottrine economiche e Scienza delle finanze.
Fu autore di importanti studi su problemi di complementarità tra economia statuale ed economia individuale.
Fu socio dell'Accademia Nazionale dei Lincei dal 1956 e di altre importanti accademie italiane e internazionali.

## Opere principali
- Corso di scienza delle finanze e diritto finanziario, Roma, Libreria Castellani, 1936.
- Elementi di economica, 2 voll., Padova, CEDAM, 1959-61. Comprende:

1. L'economia politica.
2. L'economia finanziaria, scienza delle finanze.